# Шудров Сергій Олександрович
Сергій Олександрович Шудров (рос. Сергей Александрович Шудров; нар. 11 серпня 1989, Нерюнгрі, Якутська АРСР, РРФСР) — російський футболіст, правий півзахисник.

## Життєпис
Вихованець орловського та волгоградського футболу. Футбольну кар'єру розпочав у «Ростові», в складі якого дебютував у Прем'єр-лізі. Потім перейшов у «Москву». Влітку 2009 року орендований на півроку хабаровською «СКА-Енергією». 24 лютого 2010 підписав контракт з волгоградським «Ротором». У липні 2013 року підписав угоду з ростовським СКВО. Влітку 2014 року перейшов в «Ангушт».